# أوختشي
أوختشي هي قرية في مقاطعة مراغة، إيران. عدد سكان هذه القرية هو 290 في سنة 2006.